# Paraleprodera cordifera
Paraleprodera cordifera là một loài bọ cánh cứng trong họ Cerambycidae.